# Бандрівський Дмитро Григорович

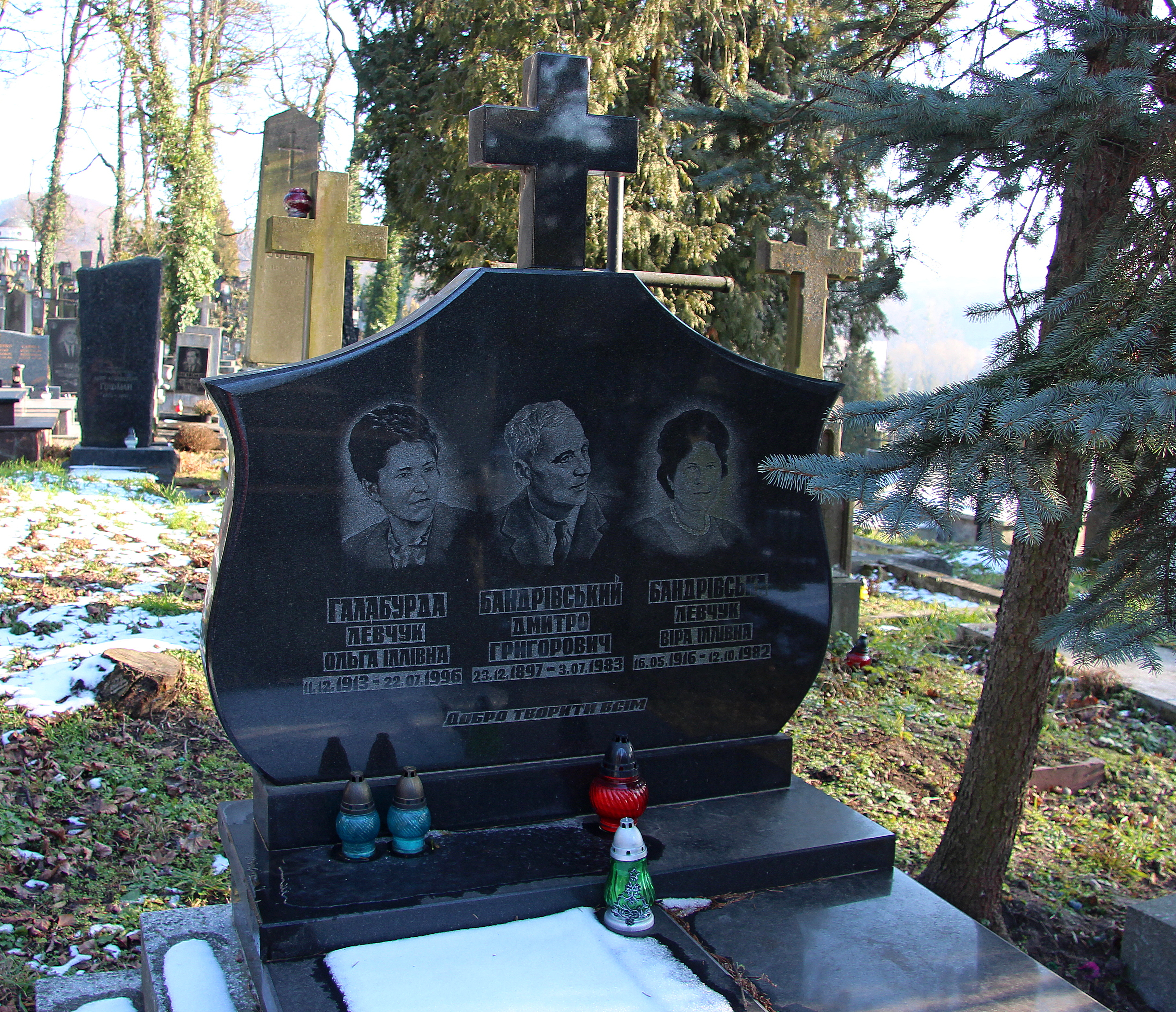

Дмитро́ Григо́рович Бандрі́вський (23 листопада 1897, с. Городище, тепер Самбірського району Львівської області — 2 липня 1983, Львів) — український письменник, мовознавець, етнограф, літературознавець; член Спілки письменників України (з 1950 р.), кандидат філологічних наук з 1956 р.

## Життєпис
Дмитро Бандрівський народився в селі Городищі Самбірського району на Львівщині в селянській сім'ї. Закінчив польськомовну класичну гімназію в м. Самборі (1917 р.) та філологічний факультет Львівського університету (1931 р.). Здобув ступінь доктора слов'янської філології. Заробляв на прожиття приватними уроками. Після 1939 р. вчителював, працював на науковій роботі у Львівському філіалі Інституту суспільних наук АН УРСР.

## Літературна творчість
З 1920-х рр. виступає у львівській пресі з оповіданнями, фейлетонами, статтями. Окремими виданнями вийшли: книжки поезій «На ясний шлях» (ч. 1—1922, ч. 2—1923), повість «Це було недавно» (1951); записки вчителя «Під синіми горами» (1955); збірка оповідань «Щастя» (1960); повісті «Записки незнайомого» (1966), «В краю орлів» (1967), повість та етюди «Крізь призму літ» (1969), етюди «Дві ясні зірниці» (1972).

## Наукові праці
Досліджував питання фольклору, етнографії, діалектології (монографія «Говірки Підбузького району Львівської області» 1960; статті «Фонетичні особливості бойківських говірок Боринського і Турківського районів Дрогобицької області», 1959; «Фонетичні особливості говірок Дрогобицького району Львівської області», 1960; «Деякі морфологічні особливості говірок Турківського району Львівської області», 1960; «Деякі особливості говірки лемківських переселенців у с. Липівці на Дрогобиччині», 1961; «Матеріали до діалектичного словника Бориславського і суміжних районів Львівської області», 1961, та ін.).
Склав 15 карт до «Атласу української мови» (т. 2, 1988).
Помер у Львові  , похований на 51 полі Личаківського цвинтаря.